# 丸尾カルシウム
丸尾カルシウム株式会社（まるおカルシウム、英: Maruo Calcium Co.,Ltd.）は、兵庫県明石市に本社を置く炭酸カルシウムの総合メーカーである。

## 概要
炭酸カルシウムの総合メーカーとして、大正15年(1926年)の創業以来、塗料用をはじめとして各種用途の製品を製造販売。

## 沿革

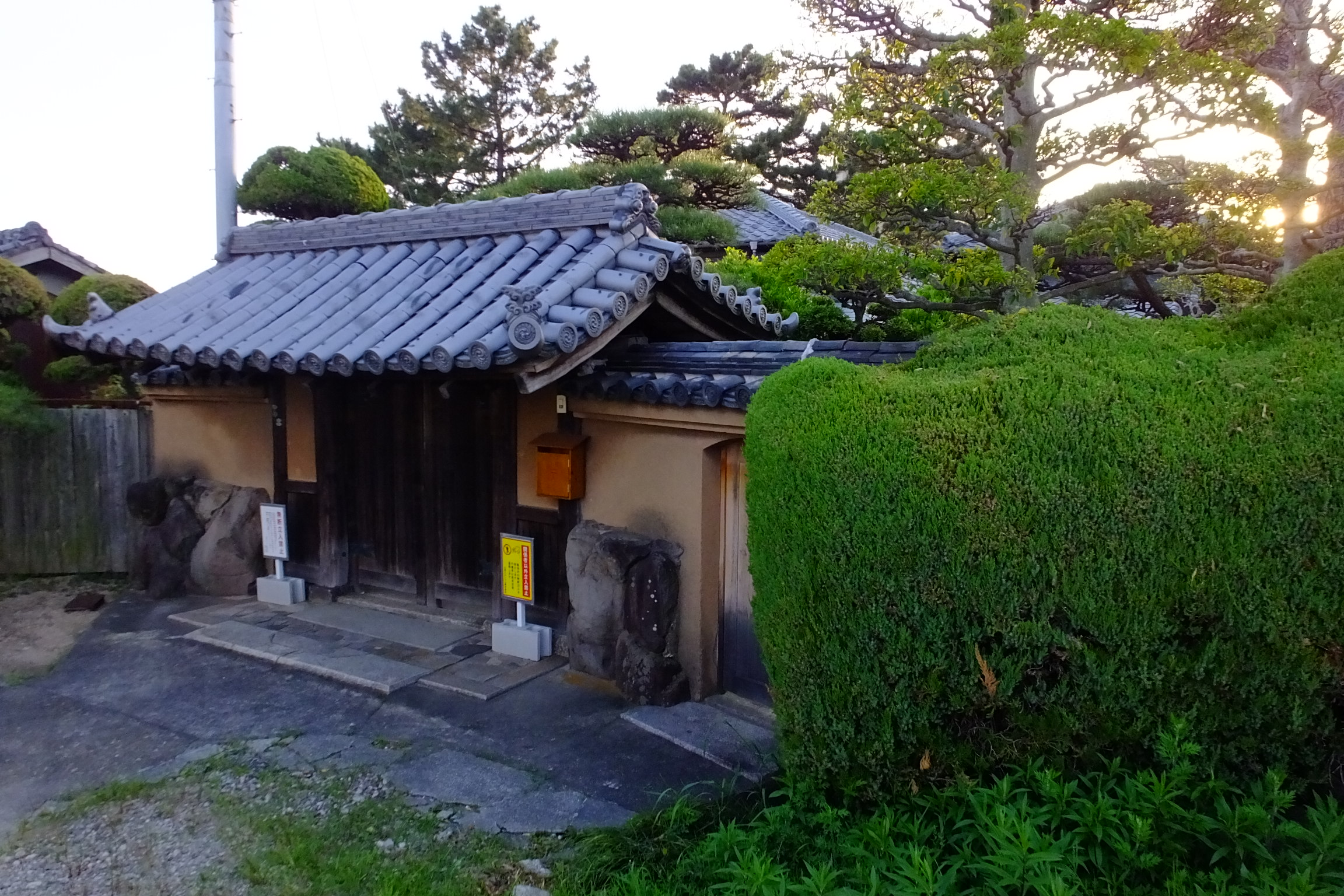
丸尾カルシウム 白沙荘（元・橋本関雪の別荘）

- 1926年（大正15年）10月1日 - 兵庫県明石市に丸尾儀兵衛(五代)を代表社員として丸尾製粉合資会社を設立、塗料原料である白亜の製造販売を開始。
- 1931年（昭和6年）3月 - 本社工場に軽質炭酸カルシウム工場を新設。
- 1948年（昭和23年）11月18日 - 丸尾儀兵衛(六代)を代表取締役として丸尾製粉株式会社を設立。
- 1949年（昭和24年）
  - 2月 - 本社工場にて膠質炭酸カルシウムの製造開始。
  - 8月 - 丸尾製粉株式会社が丸尾製粉合資会社を吸収合併。
- 1957年（昭和32年）3月 - 兵庫県明石市に土山工場を新設し、膠質・軽質炭酸カルシウムの製造開始。
- 1963年（昭和38年）8月 - 商号を丸尾カルシウム株式会社と改称。
- 1964年（昭和39年）
  - 1月 - 大阪証券取引所市場第二部に上場。
  - 1月 - 茨城県稲敷郡阿見町に土浦工場を新設し、膠質・軽質炭酸カルシウムの製造開始。
- 1966年（昭和41年）5月 - 土浦工場に重質炭酸カルシウム工場を新設。
- 1970年（昭和45年）5月 - 長野県下伊那郡に長野鉱業所を新設し、重質炭酸カルシウムの製造開始。
- 1979年（昭和54年）3月 - 九州カルシウム株式会社を設立し、重質炭酸カルシウムの製造開始。(現 連結子会社)
- 1983年（昭和58年）10月 - 兵庫県明石市に中央研究所を新設。
- 1989年（平成元年）6月 - 大阪市福島区に丸尾大阪ビル完成。
- 1996年（平成8年）9月 - 神戸市兵庫区に神戸本部を新設し、本社業務を行う。
- 2001年（平成13年）3月 - 長野鉱業所閉鎖
- 2003年（平成15年）9月 - 中国に丸尾（上海）貿易有限公司を設立。(現 連結子会社)
- 2005年（平成17年）7月 - 神戸本部を本社へ移転統合。
- 2007年（平成19年）9月 - 中国に東莞立丸奈米科技有限公司を設立。(現 連結子会社)
- 2013年（平成25年）7月 - 大阪証券取引所と東京証券取引所の現物株市場統合に伴い、東京証券取引所市場第二部に上場。